# Église Saint-Louis de Lamontjoie
Pour les articles homonymes, voir Église Saint-Louis.
L'église Saint-Louis est une église catholique située à Lamontjoie, en France.

## Localisation
L'église est située dans le département français de Lot-et-Garonne, sur la commune de Lamontjoie.

## Historique
La bastide de Lamontjoie de Saint-Louis est fondée en 1298 par le sénéchal d'Agenais. Philippe le Bel confirme l'acte de fondation de la bastide l'année suivante. La tradition veut qu'il ait offert les reliques de Saint Louis à la bastide. Le seigneur de Lamontjoie était le roi de France.
La première église Saint-Louis date de cette époque. Il en subsiste des éléments dans le mur nord de l'église.
L’église est reconstruite et probablement agrandie vers l'est au XVIe siècle suivant un plan traditionnel au XVe siècle dans le Languedoc, avec nef unique et chapelles entre les contreforts, du nu intérieur des contreforts jusqu'aux façades latérales unies. Le chœur est désaxé par rapport à la nef. Les clés de voûtes du chœur doivent dater du 2e quart du XVIe siècle.
Les voûtes de la nef sont réalisées au milieu du XIXe siècle, sous l'épiscopat de Jean-Aimé de Levezou de Vesins. Une des clés de voûte porte les armes de l'évêque.
Les murs de la nef sont rehaussés en 1874 et la charpente de l'église entièrement refaite par le charpentier Alexandre Richefort, sous la direction de l'architecte départemental Léopold Payen.
Le clocher, à l'ouest de la nef, adossé au mur sud de la nef, et la façade occidentale présentent des désordres importants en 1899 et doivent être démolis. Le projet de reconstruction de Léopold Payen et de son fils, Édouard Payen, est accepté en 1900, sans la flèche prévue du clocher, et avec un décor limité faute de financement. Une aide financière de Mme Fournet a permis de réaliser les sculptures décoratives de l'élévation ouest et du clocher.
Les jeunes bénévoles du Club du Vieux Manoir participent au chantier de sauvegarde de l'église à l'été 1971.
L'édifice est inscrit au titre des monuments historiques le 1er novembre 1984,.

## Retable du maître-autel
Le retable du maître-autel est celui du prieuré du Paravis. Le bail à besogne du retable a été signé le 18 avril 1629. Il a été commandé par la prieure du Paravis, Françoise du Bouzet de Roquépine. Il a été réalisé par le menuisier parisien Innocent Cochoy et le sculpteur lorrain Gaspard Dousset.
Le tableau d'autel a été peint en 1635 par Antoine Barthélemy. Le doreur agenais Pierre Launet a réalisé la dorure du retable en 1647.
Le prieuré du Paravis est vendu comme bien national en 1792. Le retable a été acquis le 19 fructidor an II (3 septembre 1795) pour 5 700 livres par M. Fortunié de Feugarolles. L'abbé Druilhet, curé de Lamontjoie, a acheté le retable pour l'église Saint-Louis en 1801.

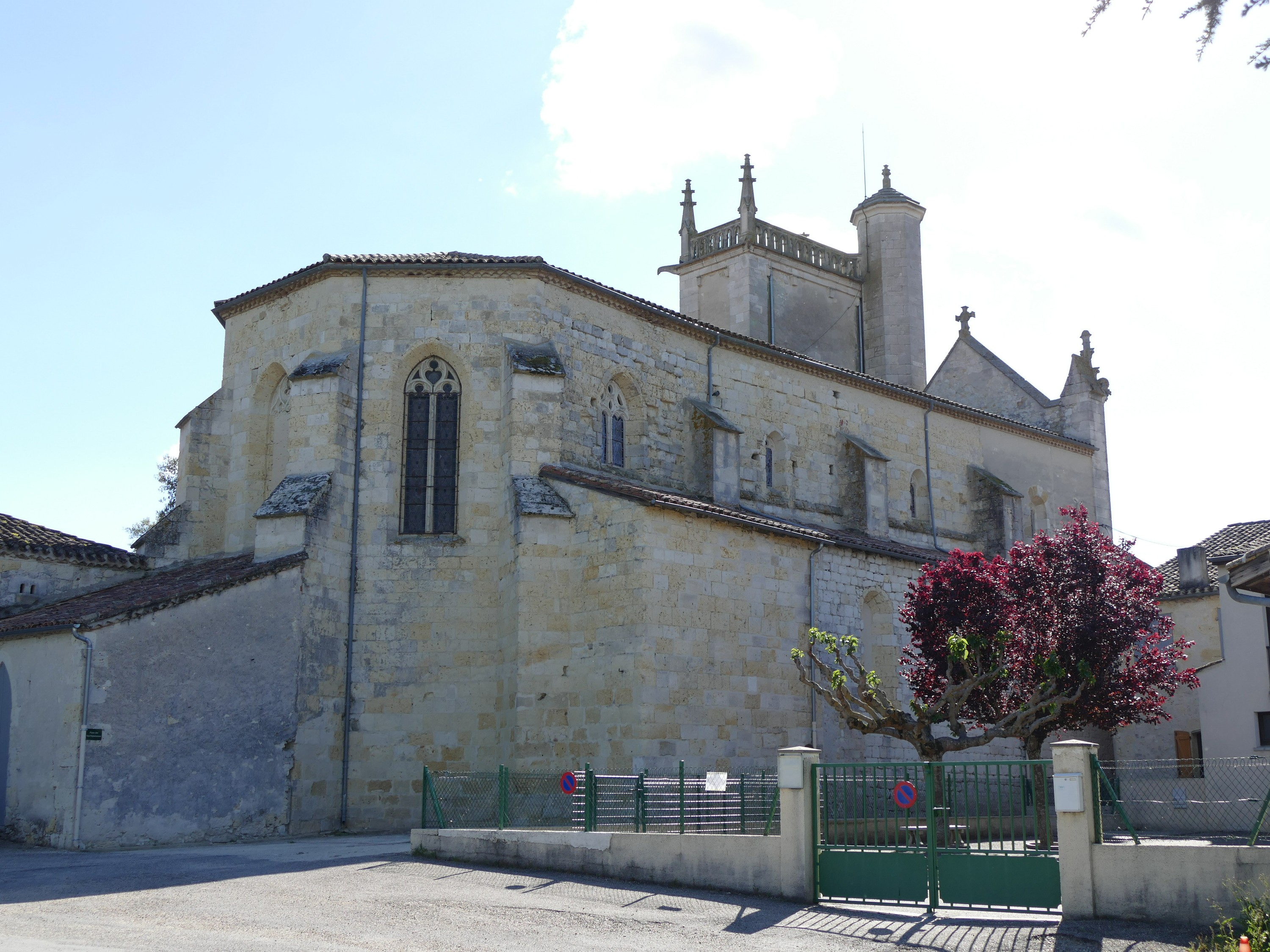
Le chevet
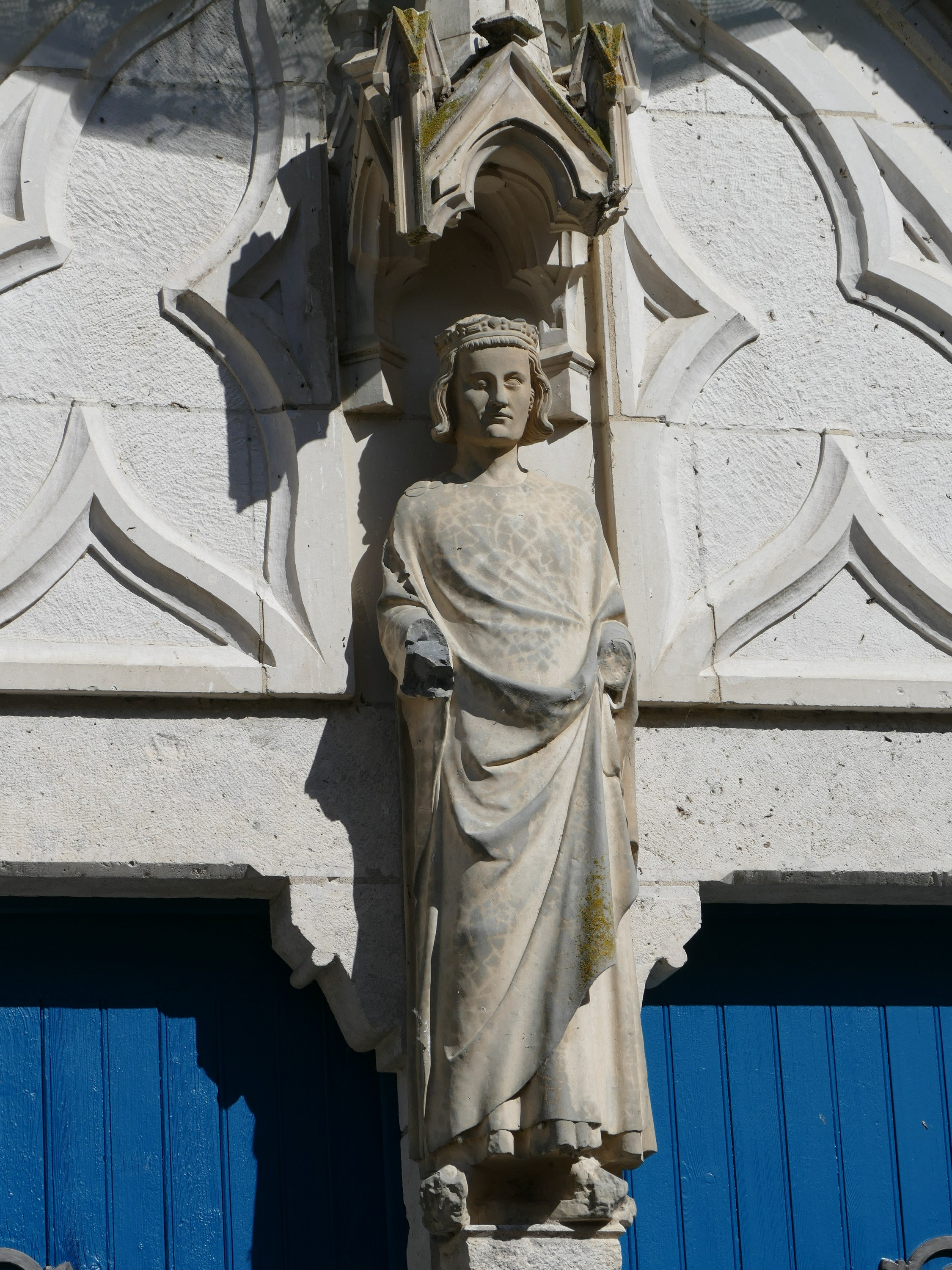
Statue de Saint Louis
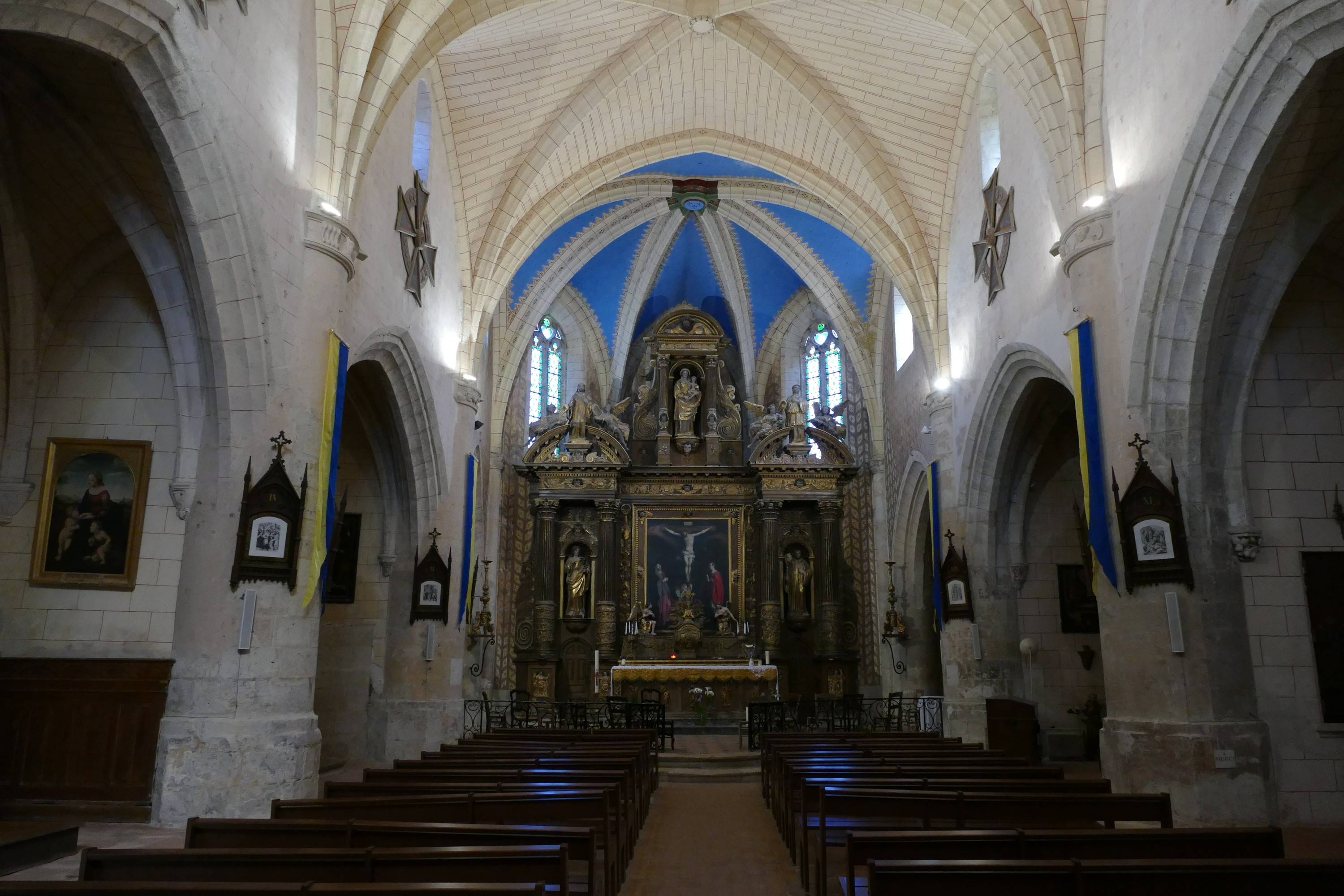
La nef
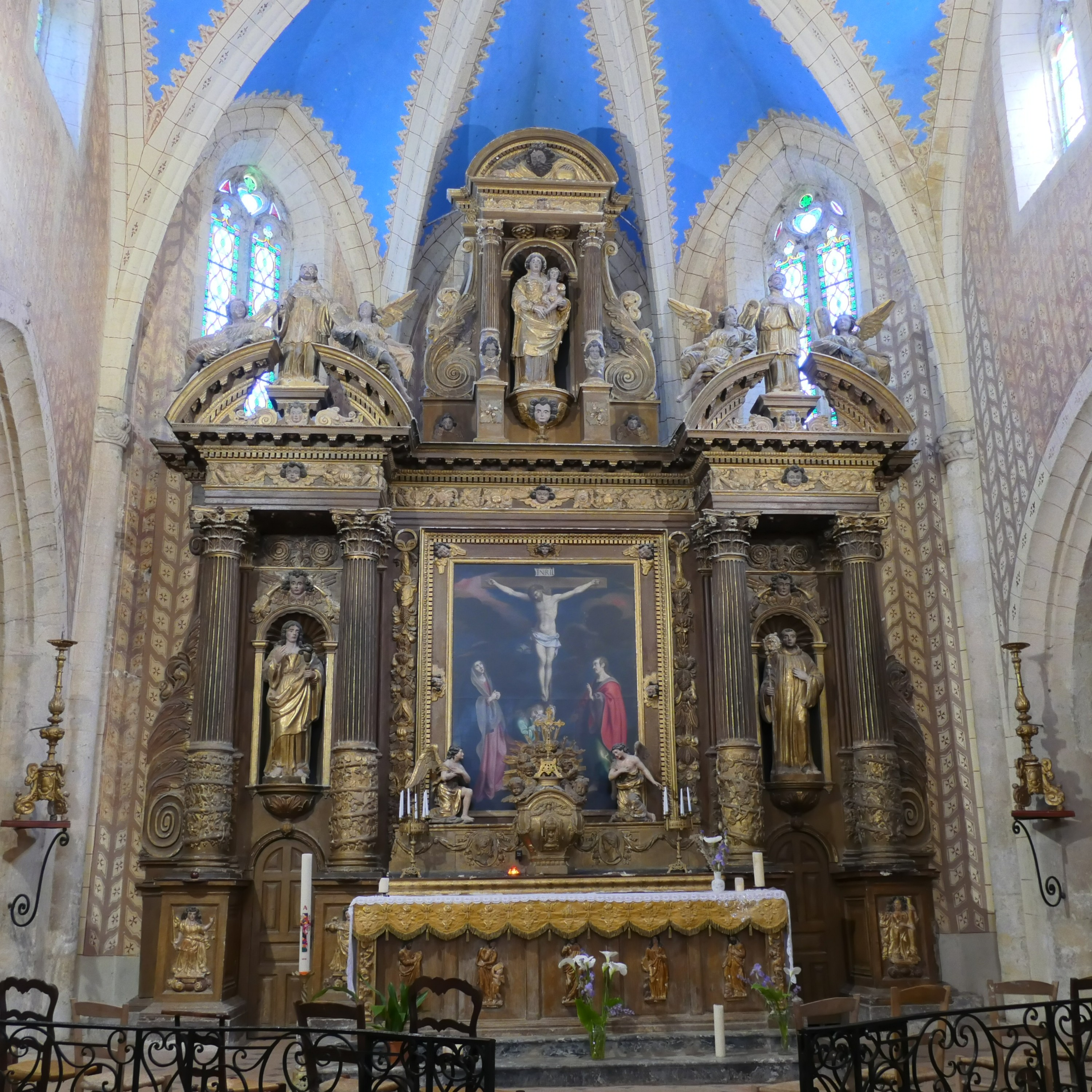
Le chœur
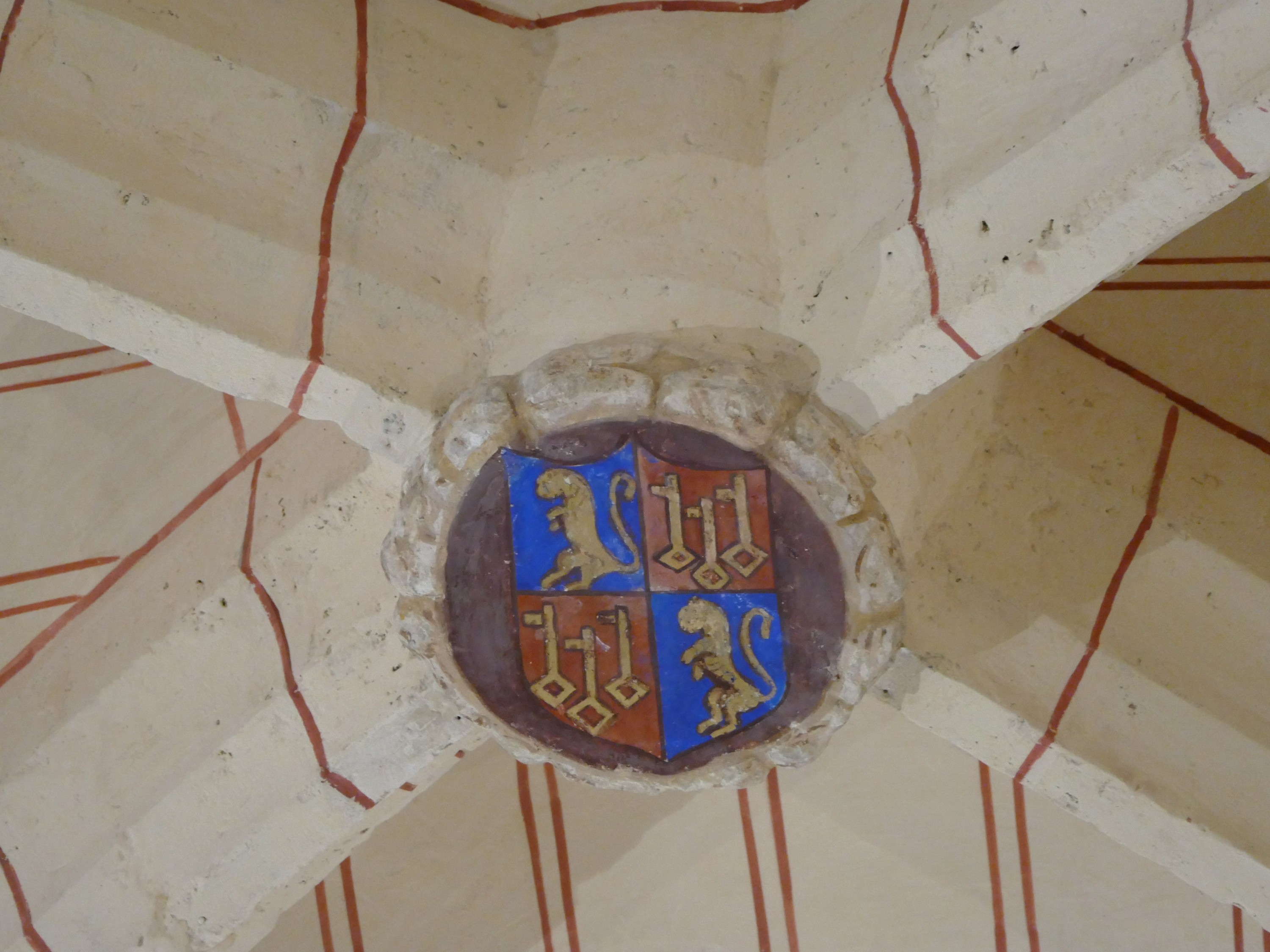
Clé de voûte
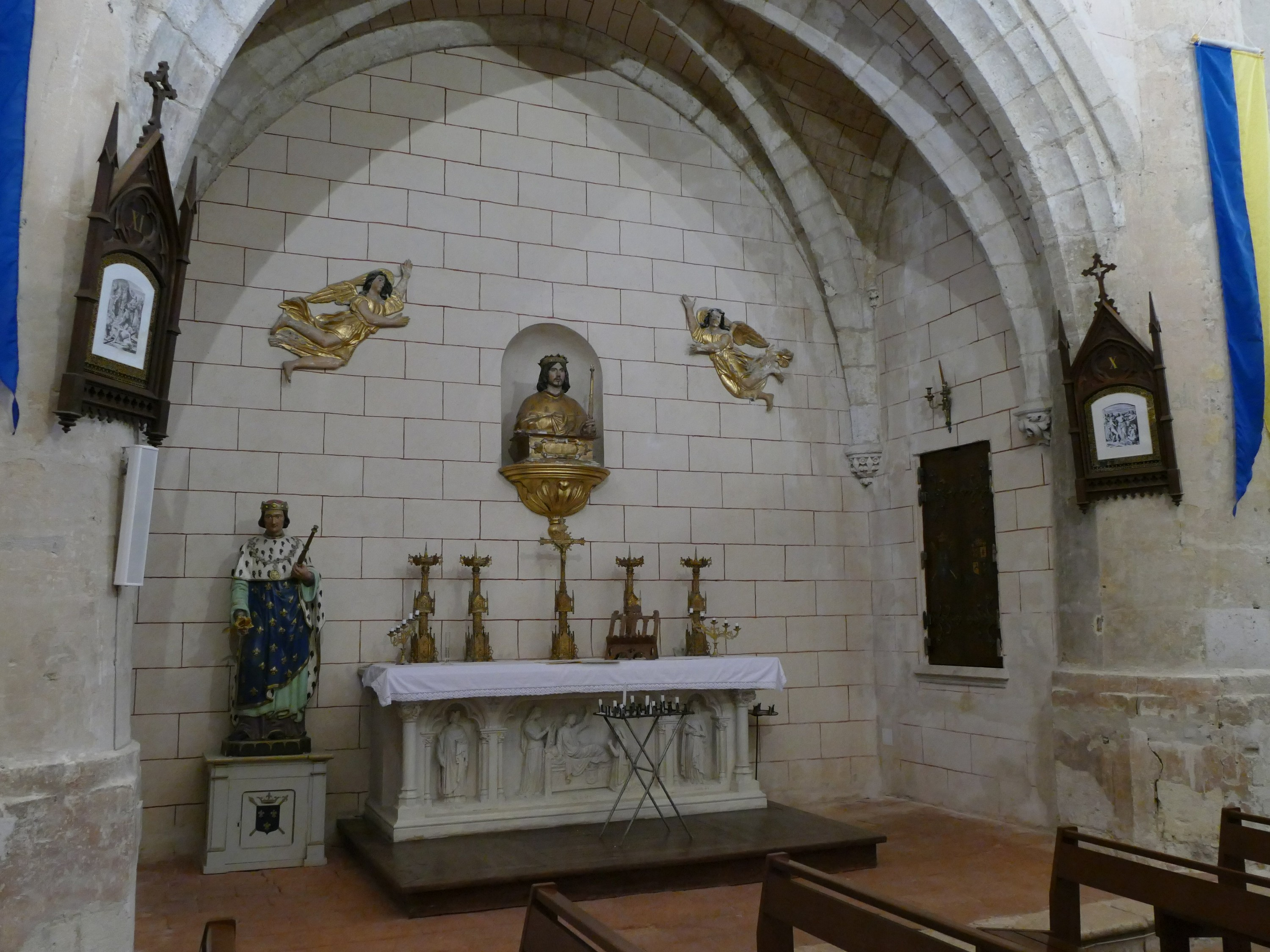
Chapelle latérale